# Eucyclops nagasakai
Eucyclops nagasakai – gatunek widłonoga z rodziny Cyclopidae. Nazwa naukowa gatunku została po raz pierwszy opublikowana w 1934 roku przez japońskiego biologa Masuzo Uéno. Miejsce typowe to podziemny zbiornik wodny w jaskini w Hirogawara, Taguchimura, we wschodniej części Shinano w Japonii.